# Пітер Вермес
Пітер Джозеф Вермес (англ. Peter Joseph Vermes); нар. 21 листопада 1966, Віллінгборо Тауншип, Нью-Джерсі, США) — колишній американський футболіст, захисник, відомий за виступами за збірну США. Учасник чемпіонату світу 1990 року, а також Олімпійських ігор 1988 років. Головний тренер «Спортинг Канзас-Сіті».

## Клубна кар'єра
Вермес розпочав свою кар'єру виступаючи за футбольні команди Університету Лойоли в Меріленді і Ругтерського університету, де він проходив навчання. Після закінчення навчального закладу Пітер виїхав у Європу, де протягом двох років виступав за угорський «Дьйор» і нідерландський «Волендам».
У 1991 році він повернувся у США, де нетривалий час виступав за «Тампа-Бей Раудіз», а потім поїхав в Іспанію у клуб Сегунди «Фігерас». За нову команду Пітер не зіграв жодного матчу, постійно викликаючись в національну команду.
З утворенням MLS в 1996 році, Вермес, як і багато американських футболістів повернувся в США. Його новим клубом став «МетроСтарз». По закінченні сезону Пітер перейшов в «Колорадо Рапідз», де він за два роки провів майже сто зустрічей.
У 2000 році Вермес перейшов в «Канзас-Сіті Візардз». У тому ж році він допоміг команді завоювати Кубок MLS, а також був визнаний кращим захисником сезону. У 2002 році Пітер завершив кар'єру футболіста. 

## Міжнародна кар'єра
14 травня 1988 року в товариському матчі проти збірної Колумбії Вермес дебютував за збірну США. У 1988 році він у складі національної команди взяв участь в Олімпійських іграх в Сеулі. На турнірі Пітер зіграв у матчах проти збірних Аргентини та СРСР.
У 1990 році Вермес взяв участь у чемпіонаті світу в Італії. На турнірі він взяв участь у всіх трьох матчах проти збірних Австрії, Італії і Чехословаччини.
У 1991 році Пітер у складі національної команди став володарем Золотого кубка КОНКАКАФ. Він зіграв у поєдинках проти Коста-Рики, Гватемали, Тринідаду і Тобаго, Гондурасу і Мексики.
В наступному році Вермес посів третє місце на Кубку короля Фахда.
У 1993 році Пітер вдруге взяв участь у розіграші Золотого кубка, але на цей раз задовольнявся лише срібними медалями. У тому ж році він також їздив зі збірною на Кубок Америки в Еквадорі.

#### У футзалі
У складі збірної США з футзалу виграв бронзові медалі чемпіонату світу з футзалу 1989 року. Зіграв на турнірі 8 матчів і забив 6 м'ячів. Після того провів ще 3 матчі за збірну, забивши 1 м'яч.

## Тренерська кар'єра
У серпні 2009 року Вермес зайняв пост головного тренера клубу «Канзас-Сіті Візардз», який з 2010 року отримав назву «Спортінг Канзас-Сіті». З командою у 2012 і 2015 роках виграв Відкритий кубок США, а між цими трофеями у 2013 році став чемпіоном MLS.

## Досягнення

### Як гравця
Командні
 «Канзас-Сіті Візардз»
- Чемпіон MLS: 2000

Міжнародні
 США
- Переможець Золотого кубка КОНКАКАФ: 1991
- Срібний призер Золотого кубка КОНКАКАФ: 1993

Особисті
- Футболіст року в США: 1988

### Як тренера
«Спортінг Канзас-Сіті»
- Кубок МЛС: 2013
- Відкритий кубок США: 2012, 2015
- Переможець Східної конференції Регулярному сезоні: 2011, 2012